# Структура Морської піхоти УНР

## Історія

### 1917
| Назва підрозділу                                                   | Рік створення       | Місце дислокації | командир | Чис. |
| «Окремий морський курінь морської піхоти імені Петра Сагайдачного» | 6 листопада 1917 р. | м. Севастополь   | ----     | 700  |
| «Курінь морської піхоти Армії УНР».                                | грудень 1917 р.     | м. Одеса         | ----     |      |

### 1918
| Назва підрозділу                             | Рік створення     | Місце дислокації | командир                  | Чис. |
| Бригада морської піхоти (23.05.-12.1918р)    | 23 травня 1918 р. | м. Одеса         | Контр-адмірал О. Гадд     |      |
| 1-й полк морської піхоти                     | //-//             | м. Одеса         | Лейт. Опанасенко          |      |
| 2-й полк морської піхоти                     | //-//             | м. Миколаїв      | Лейт. Кривицький          |      |
| 1-й курінь 2-го полку морської піхоти        | //-//             | м. Очаків        |                           |      |
| 2-й та 3-й курені 2-го полку морської піхоти | //-//             | м. Миколаїв      |                           |      |
| 3-й полк морської піхоти.                    | //-//             | м. Херсон        | Ст. лейт. Благовєщенський |      |

### 1919
| Назва підрозділу                                                                     | Рік створення                 | Місце створення        | командир                                                     | Чис. |
| Дивізія морської піхоти                                                              | 24 квітень 1919 р.            | м. Броди               | Контр-адмірал М. Білінський                                  |      |
| 1-й Гуцульський полк морської піхоти                                                 | 20-х числах березня 1919 року | м. Броди               | О. Гемпель (03-09.05.1919 р.); П. Сич (29.04.-16.08.1919 р.) | 2374 |
| 2-й Наддніпрянський полк морської піхоти                                             | 14 липня 1919 р.              | м. Кам’янець-Подільськ | І. Сич                                                       |      |
| 3-й полк морської піхоти.                                                            |                               | м. Броди               |                                                              |      |
| Збірна сотня морської піхоти у складі Збірного пішого полку Київської дивізії ДА УНР | 06.12.1919 р.                 |                        | І. Сич                                                       |      |

### 1920
| Назва підрозділу         | Рік створення         | Місце створення | командир                    | Чис. |
| Курінь морської піхоти   | 04-05 – 21.11.1920 р. |                 |                             |      |
| Бронепотяг «Чорноморець» | 06.-21.11.1920 р.     |                 | прапор. флоту Л. Костяченко | 230  |